# Fußball-Weltmeisterschaft 2014/Japan
Dieser Artikel behandelt die japanische Fußballnationalmannschaft bei der Fußball-Weltmeisterschaft 2014. Japan nahm zum fünften Mal an der Endrunde und zum ersten Mal an einer Endrunde in Südamerika teil, konnte aber die K.-o.-Runde nicht erreichen.

## Qualifikation
Japan spielte in der AFC-Qualifikation. Zusammen mit Australien, Bahrain, Nord- und Südkorea musste Japan erst ab der dritten Qualifikationsrunde antreten. Dabei setzte sich die Mannschaft in der Gruppe C gegen Nordkorea und Tadschikistan durch und qualifizierte sich als Gruppenzweiter hinter Usbekistan für die vierte Runde. In der vierten Runde konnte Japan sich steigern, insbesondere da Keisuke Honda nach seiner Knieverletzung wieder einsatzfähig war. Er hatte auch entscheidenden Anteil an der vorzeitigen Qualifikation: Am 4. Juni 2013 verwandelte er in der ersten Minute der Nachspielzeit des Spiels gegen Australien einen Strafstoß zum 1:1-Endstand, wodurch sich Japan als erstes Land neben Gastgeber Brasilien für die WM qualifizierte. Australien konnte sich als Gruppenzweiter 14 Tage später ebenfalls qualifizieren. Der Gruppendritte Jordanien setzte sich dann zwar in der fünften Runde gegen die Usbeken durch, scheiterte dann aber in den interkontinentalen Vergleichen an Uruguay.

### Dritte Runde
| Pl. | Team          | Sp. | S | U | N | Tore    | Diff. | Punkte |
| --- | ------------- | --- | - | - | - | ------- | ----- | ------ |
| 1.  | Usbekistan    | 6   | 5 | 1 | 0 | 008:100 | +7    | 16     |
| 2.  | Japan         | 6   | 3 | 1 | 2 | 014:300 | +11   | 10     |
| 3.  | Nordkorea     | 6   | 2 | 1 | 3 | 003:400 | −1    | 07     |
| 4.  | Tadschikistan | 6   | 0 | 1 | 5 | 001:180 | −17   | 01     |

Spielergebnisse
| Datum      | Ort             | Heimmannschaft | - | Gast          | Ergebnis  | Torschützen für Japan                                                                    |
| ---------- | --------------- | -------------- | - | ------------- | --------- | ---------------------------------------------------------------------------------------- |
| 02.09.2011 | Saitama         | Japan          | – | Nordkorea     | 1:0 (0:0) | Yoshida (90.+4)                                                                          |
| 06.09.2011 | Taschkent (UZB) | Usbekistan     | – | Japan         | 1:1 (1:0) | Okazaki (65.)                                                                            |
| 11.10.2011 | Ōsaka           | Japan          | – | Tadschikistan | 8:0 (4:0) | Havenaar (11., 47.), Okazaki (19., 74.), Komano (35.), Kagawa (41., 68.), Nakamura (56.) |
| 11.11.2011 | Duschanbe (TJK) | Tadschikistan  | – | Japan         | 0:4 (0:1) | Konno (36.), Okazaki (61., 90.+2), Maeda (82.)                                           |
| 15.11.2011 | Pjöngjang (PRK) | Nordkorea      | – | Japan         | 1:0 (0:0) |                                                                                          |
| 29.02.2012 | Toyota          | Japan          | – | Usbekistan    | 0:1 (0:0) |                                                                                          |

### Vierte Runde
| Pl. | Team       | Sp. | S | U | N | Tore    | Diff. | Punkte |
| --- | ---------- | --- | - | - | - | ------- | ----- | ------ |
| 1.  | Japan      | 8   | 5 | 2 | 1 | 016:500 | +11   | 17     |
| 2.  | Australien | 8   | 3 | 4 | 1 | 012:700 | +5    | 13     |
| 3.  | Jordanien  | 8   | 3 | 1 | 4 | 007:160 | −9    | 10     |
| 4.  | Oman       | 8   | 2 | 3 | 3 | 007:100 | −3    | 09     |
| 5.  | Irak       | 8   | 1 | 2 | 5 | 004:800 | −4    | 05     |

Spielergebnisse
| Datum      | Ort            | Heimmannschaft | - | Gast       | Ergebnis  | Torschützen für Japan                                                  |
| ---------- | -------------- | -------------- | - | ---------- | --------- | ---------------------------------------------------------------------- |
| 03.06.2012 | Saitama        | Japan          | – | Oman       | 3:0 (1:0) | Honda (11.), Maeda (51.), Okazaki (54.)                                |
| 08.06.2012 | Saitama        | Japan          | – | Jordanien  | 6:0 (4:0) | Maeda (18.), Honda (22., 31., 53./Elfm.), Kagawa (35.), Kurihara (89.) |
| 12.06.2012 | Brisbane (AUS) | Australien     | – | Japan      | 1:1 (0:0) | Kurihara (65.)                                                         |
| 11.09.2012 | Saitama        | Japan          | – | Irak       | 1:0 (1:0) | Maeda (25.)                                                            |
| 14.11.2012 | Maskat (OMA)   | Oman           | – | Japan      | 1:2 (0:1) | Kiyotake (20.), Okazaki (90.)                                          |
| 26.03.2013 | Amman (JOR)    | Jordanien      | – | Japan      | 2:1 (1:0) | Kagawa (69.)                                                           |
| 04.06.2013 | Saitama        | Japan          | – | Australien | 1:1 (0:0) | Honda (90.+1./Elfm.)                                                   |
| 11.06.2013 | Doha (QAT)     | Irak           | – | Japan      | 0:1 (0:0) | Okazaki (89.)                                                          |

Insgesamt setzte Alberto Zaccheroni, der nach der WM 2010 das Traineramt in Japan übernommen hatte, in den 14 Spielen 28 Spieler ein. Nur der in der Bundesliga tätige Shinji Okazaki machte alle Spiele mit. Er war mit 8 Toren auch bester japanischer Torschütze und damit bester Torschütze der AFC-Qualifikation.

## Vorbereitung
Testspiele:
- 05. März in Tokio gegen Neuseeland: 4:2 (Torschützen für Japan: Okazaki/4. u. 17., Kagawa/8. und Morishige/11.)
- 27. Mai in Saitama erstmals gegen Zypern: 1:0 (Torschütze: Uchida/42.)
- 02. Juni in Tampa gegen Costa Rica: 3:1 (Torschützen für Japan: Endō/60., Kagawa/80. und Kakitani/90.)
- 06. Juni in Tampa erstmals gegen Sambia: 4:3 (Torschützen für Japan: Honda/40. (Elfm.) und 75., Kagawa/73. und Okubo/90.)

## Kader
Eine vorläufige Spielerliste mit 30 Spielern musste bis zum 13. Mai 2014 bei der FIFA eingereicht werden. Die definitive Liste mit 23 Spielern musste bis spätestens zum 2. Juni 2014 bei der FIFA eingehen.
Am 12. Mai 2014 wurde der Kader benannt. 11 Spieler des vorläufigen Kaders standen auch schon im Kader der letzten WM, als Japan im Achtelfinale ausschied. Erfahrenster Spieler war Rekordnationalspieler Yasuhito Endō, der auch der Feldspieler mit den meisten Länderspielen bei der WM war.
| Nr.         | Spieler            | Verein vor WM-Beginn  | Länderspiel- einsätze | Länderspiel- tore | Geburtstag         | Spiele | Tore |   |   |   | WM-Teilnahmen | WM-Spiele (vor 2014) | WM-Tore (vor 2014) |
| ----------- | ------------------ | --------------------- | --------------------- | ----------------- | ------------------ | ------ | ---- | - | - | - | ------------- | -------------------- | ------------------ |
| Torhüter    |                    |                       |                       |                   |                    |        |      |   |   |   |               |                      |                    |
| 23          | Shūichi Gonda      | FC Tokyo              | 002                   | 0                 | 3. März 1989       | 0      | 0    | 0 | 0 | 0 |               |                      |                    |
| 01          | Eiji Kawashima     | Standard LüttichM     | 056                   | 0                 | 20. März 1983      | 3      | 0    | 0 | 0 | 0 | 2010          | 4                    | 0                  |
| 12          | Shūsaku Nishikawa  | Urawa Red Diamonds    | 013                   | 0                 | 18. Juni 1986      | 0      | 0    | 0 | 0 | 0 |               |                      |                    |
| Abwehr      |                    |                       |                       |                   |                    |        |      |   |   |   |               |                      |                    |
| 19          | Masahiko Inoha     | Júbilo Iwata*         | 021                   | 01                | 28. August 1985    | 0      | 0    | 0 | 0 | 0 |               |                      |                    |
| 15          | Yasuyuki Konno     | Gamba Osaka           | 081                   | 01                | 25. Januar 1983    | 2      | 0    | 1 | 0 | 0 | 2010          | 1                    | 0                  |
| 06          | Masato Morishige   | FC Tokyo              | 010                   | 01                | 21. Mai 1987       | 1      | 0    | 1 | 0 | 0 |               |                      |                    |
| 05          | Yūto Nagatomo      | Inter Mailand         | 070                   | 03                | 12. September 1986 | 3      | 0    | 0 | 0 | 0 | 2010          | 4                    | 0                  |
| 03          | Gōtoku Sakai       | VfB Stuttgart         | 012                   | 0                 | 14. März 1991      | 0      | 0    | 0 | 0 | 0 |               |                      |                    |
| 21          | Hiroki Sakai       | Hannover 96           | 018                   | 0                 | 12. April 1990     | 0      | 0    | 0 | 0 | 0 |               |                      |                    |
| 02          | Atsuto Uchida      | FC Schalke 04         | 068                   | 02                | 27. März 1988      | 3      | 0    | 0 | 0 | 0 | 2010          | 0                    | 0                  |
| 22          | Maya Yoshida       | FC Southampton        | 041                   | 02                | 24. August 1988    | 3      | 0    | 1 | 0 | 0 |               |                      |                    |
| Mittelfeld  |                    |                       |                       |                   |                    |        |      |   |   |   |               |                      |                    |
| 14          | Toshihiro Aoyama   | Sanfrecce HiroshimaM* | 006                   | 0                 | 22. Februar 1986   | 1      | 0    | 0 | 0 | 0 |               |                      |                    |
| 07          | Yasuhito Endō      | Gamba Osaka           | 144                   | 13                | 28. Januar 1980    | 2      | 0    | 0 | 0 | 0 | 2010          | 4                    | 1                  |
| 17          | Makoto Hasebe      | 1. FC NürnbergA       | 078                   | 02                | 18. Januar 1984    | 3      | 0    | 1 | 0 | 0 | 2010          | 4                    | 0                  |
| 16          | Hotaru Yamaguchi   | Cerezo Osaka          | 012                   | 0                 | 6. Oktober 1990    | 3      | 0    | 0 | 0 | 0 |               |                      |                    |
| Angriff     |                    |                       |                       |                   |                    |        |      |   |   |   |               |                      |                    |
| 04          | Keisuke Honda      | AC Mailand            | 056                   | 22                | 13. Juni 1986      | 3      | 1    | 0 | 0 | 0 | 2010          | 4                    | 2                  |
| 10          | Shinji Kagawa      | Manchester United     | 057                   | 19                | 17. März 1989      | 3      | 0    | 0 | 0 | 0 |               |                      |                    |
| 11          | Yōichirō Kakitani  | Cerezo Osaka          | 012                   | 05                | 3. Januar 1990     | 2      | 0    | 0 | 0 | 0 |               |                      |                    |
| 08          | Hiroshi Kiyotake   | 1. FC NürnbergA       | 025                   | 01                | 12. November 1989  | 1      | 0    | 0 | 0 | 0 |               |                      |                    |
| 09          | Shinji Okazaki     | 1. FSV Mainz 05       | 076                   | 38                | 16. April 1986     | 3      | 1    | 0 | 0 | 0 | 2010          | 4                    | 1                  |
| 13          | Yoshito Ōkubo      | Kawasaki Frontale     | 057                   | 06                | 9. Juni 1982       | 3      | 0    | 0 | 0 | 0 | 2010          | 4                    | 0                  |
| 18          | Yūya Ōsako         | TSV 1860 München*     | 009                   | 03                | 18. Mai 1990       | 2      | 0    | 0 | 0 | 0 |               |                      |                    |
| 20          | Manabu Saitō       | Yokohama MarinosP*    | 005                   | 01                | 4. April 1990      | 0      | 0    | 0 | 0 | 0 |               |                      |                    |
| Trainerstab |                    |                       |                       |                   |                    |        |      |   |   |   |               |                      |                    |
|             | Alberto Zaccheroni | Trainer               |                       |                   | 1. April 1953      |        | 3    |   |   |   |               |                      |                    |
|             | Stefano Agresti    | Trainerassistent      |                       |                   | 12. März 1956      |        |      |   |   |   |               |                      |                    |
|             | Maurizio Guido     | Torwarttrainer        |                       |                   | 26. April 1957     |        |      |   |   |   |               |                      |                    |
|             | Eugenio Albarella  | Konditionstrainer     |                       |                   | 15. August 1965    |        |      |   |   |   |               |                      |                    |

1. ↑  E = Der Verein wurde in der Saison 2013/14 Europa-League-Sieger, M = Der Verein wurde in der Saison 2013/14 Meister seines Landes, M* = Der Verein wurde in der Saison 2013 Meister seines Landes (die aktuelle Saison läuft noch), A = Der Verein stieg aus der höchsten Liga des Landes ab, P* = Der Verein wurde in der Saison 2013 Pokalsieger (der nächste Pokalwettbewerb beginnt nach der WM), * = Der Verein spielt in der zweithöchsten Liga seines Landes.
2. 1 2  Stand: 6. Juni 2014 nach dem Spiel gegen Sambia

## Endrunde

### Gruppenphase
Bei der am 6. Dezember 2013 vorgenommenen Auslosung der Endrunde wurde Japan der leicht anmutenden Gruppe C mit Kolumbien (Gruppenkopf), und der Elfenbeinküste zugelost. Gegen Griechenland gab es zuvor nur ein Gruppenspiel beim Konföderationen-Pokal 2005, das mit 1:0 gewonnen wurde. Beim Konföderationen-Pokal 2003 fand das erste Spiel gegen Kolumbien statt, das 0:1 endete. Ein Freundschaftsspiel am 5. Juni 2007 in Saitama endete torlos. Gegen die Elfenbeinküste hatte Japan vor der WM nur drei Freundschaftsspiele bestritten (2 Siege, 1 Niederlage). In Recife spielte Japan am 19. Juni 2013 beim Konföderationen-Pokal 2013 gegen Italien (3:4) – in den beiden anderen Spielorten hatte Japan vor der WM noch nicht gespielt.
Mannschaftsquartier und Trainingsstätte war das Spa Sport Resort in Itu.
| Rang | Land           | Tore | Punkte |
| ---- | -------------- | ---- | ------ |
| 1    | Kolumbien      | 9:2  | 9      |
| 2    | Griechenland   | 2:4  | 4      |
| 3    | Elfenbeinküste | 4:5  | 3      |
| 4    | Japan          | 2:6  | 1      |

- Sa., 14. Juni 2014, 22:00 (03:00 Uhr MESZ) in Recife
 Elfenbeinküste –  Japan 2:1 (0:1)
- Do., 19. Juni 2014, 19:00 Uhr (24:00 Uhr MESZ) in Natal
 Japan –  Griechenland 0:0
- Di., 24. Juni 2014, 16:00 Uhr (22:00 Uhr MESZ) in Cuiabá
 Japan –  Kolumbien 1:4 (1:1)

## Sportliche Auswirkungen
In der FIFA-Weltrangliste kletterte Japan trotz des Vorrundenaus und des damit verbundenen Verlustes von 22 Punkten einen Platz von Platz 46 auf Platz 45 und wurde dadurch bestplatzierte asiatische Mannschaft.

## Rücktritte
Nach dem Vorrundenaus trat Trainer Alberto Zaccheroni zurück, Nachfolger wurde der Mexikaner Javier Aguirre, der aber nur bis Februar 2015 im Amt blieb.